# Heggekapel

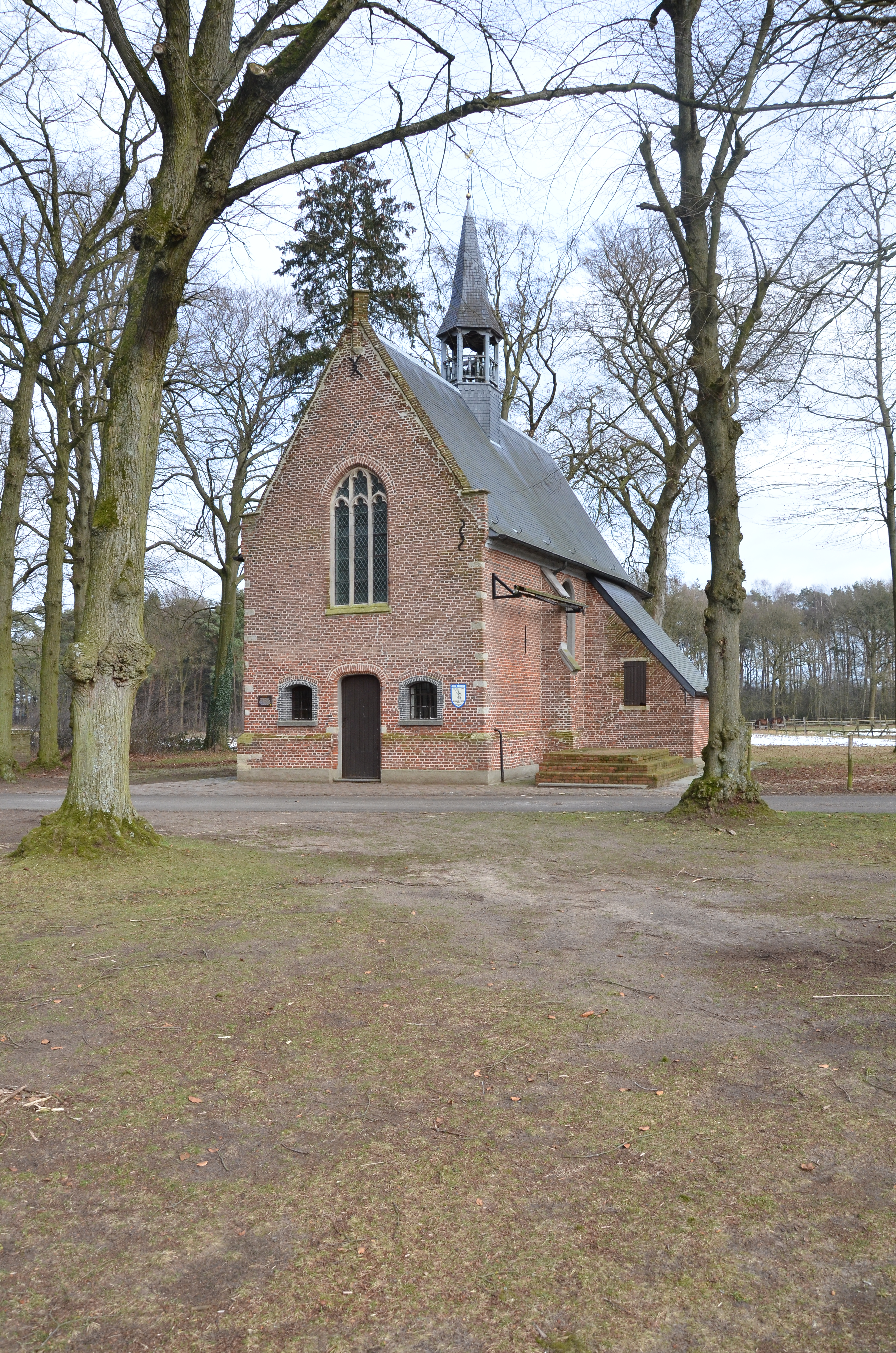
Heggekapel

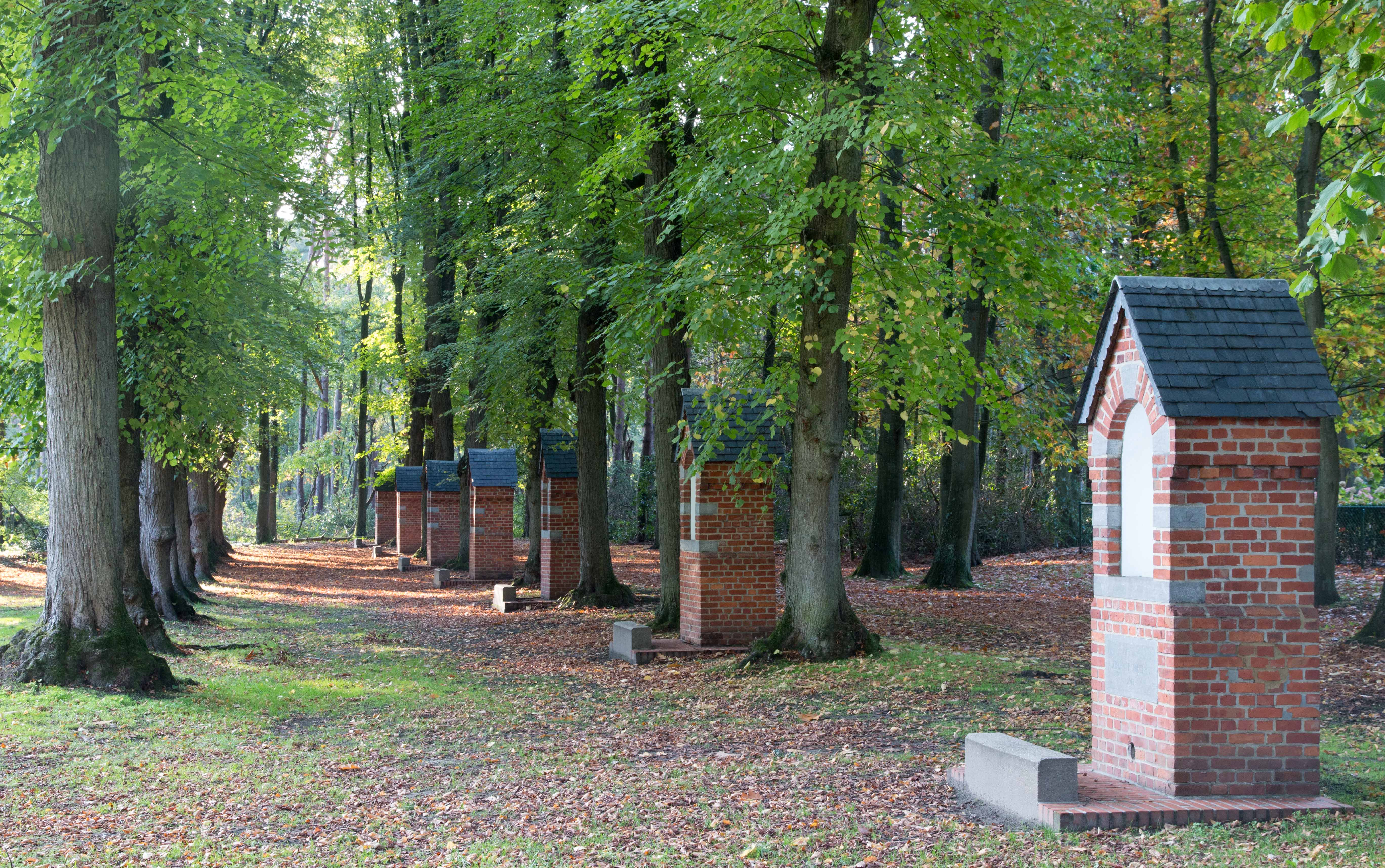
Pijlerkapelletjes

De Heggekapel (ook: Kapel van het Eerbiedwaardig Heilig Sacrament) is een kapel in de tot de Antwerpse gemeente Lille behorende plaats Poederlee, gelegen aan Heggekapel.

## Geschiedenis
De kapel zou zijn gebouwd naar aanleiding van het Heggewonder dat in 1412 zou hebben plaatsgevonden. De kapel zou in 1442 zijn voltooid maar was al spoedig te klein. Tussen 1442 en 1477 werd de kapel vergroot waarbij de westgevel werd afgebroken en de kapel naar het westen toe werd verlengd. Tijdens de godsdiensttwisten (2e helft 16e eeuw) werd de kapel zwaar beschadigd.
Onder de regering van Albrecht van Oostenrijk, begin 17e eeuw, werd de kapel hersteld en in 1672-1673 werd een sacristie aangebouwd. Onder meer in 1987 werd de kapel gerestaureerd.

## Gebouw
Het betreft een georiënteerd bakstenen zaalkerkje in laatgotische stijl op rechthoekige plattegrond met driezijdig afgesloten koor. Het zadeldak wordt bekroond met een zeskante dakruiter.
Bij de kapel bevond zich vroeger een waterput die heilzaam water zou bevatten en waar door de pelgrims gebruik van werd gemaakt. Na de Tweede Wereldoorlog werd de put gedempt, ter herinnering werd later weer een putkuip aangelegd.

## Processiepark
Tegenover de kapel vindt men een klein processiepark met een zevental pijlerkapelletjes die de Zeven smarten van Maria verbeelden. Zij werden omstreeks 1911 aangelegd.

## Interieur
Het interieur wordt overkluisd door een tongewelf. De kapel heeft een portiekaltaar van 1685 en een 17e-eeuwse communiebank. Het altaarstuk is van 1908 en verbeeldt het Wonder van de Hegge.